# Test (zoologie)
Pour les articles homonymes, voir test.

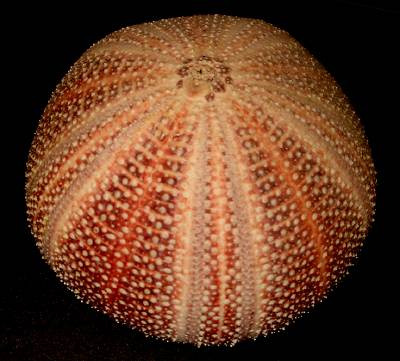
Test d'oursin.

En zoologie, le test est une enveloppe minérale souvent arrondie, à base de calcaire ou de silice, chitineuse ou composite, qui a comme fonction de servir de protection à certains animaux, comme les oursins, ou de microorganismes comme les foraminifères.

## Étymologie
Le terme de « test » vient du latin testa signifiant « coquille, carapace », puis, par analogie de forme, « récipient rond et dur » (désignant surtout des bouteilles ou des amphores)[réf. souhaitée].

## Description
Le test est une structure squelettique : c'est une structure organique fortement minéralisée qui permet l'attachement et la protection des parties molles de l'animal. La forme plus ou moins sphérique des tests d'oursins a des vertus en matière de transmission de l'énergie mécanique, et permet une meilleure solidité qu'une autre forme.

### Oursins

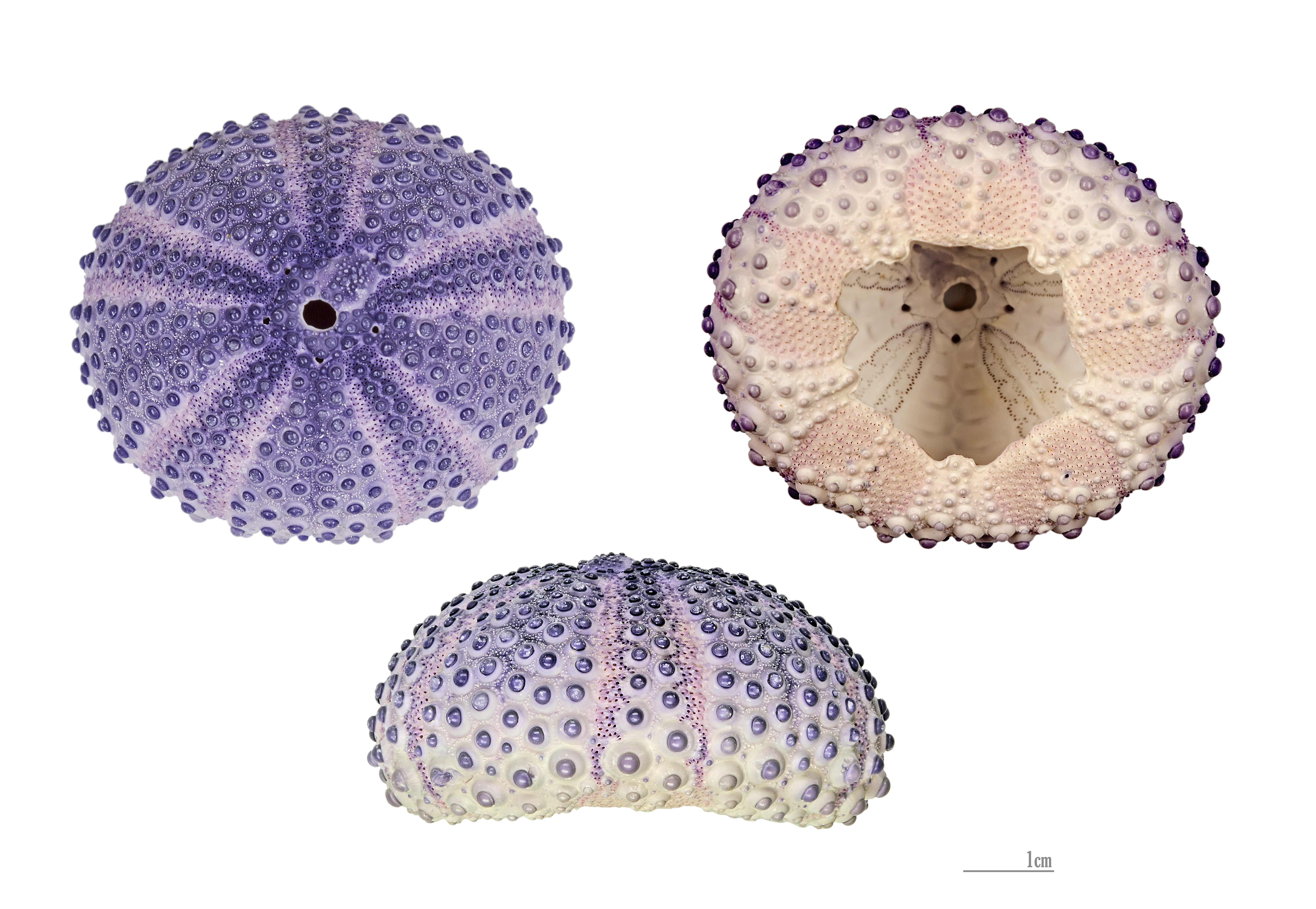
Test d'oursin-tortue (vue supérieure, inférieure et latérale).

Le test des oursins est composé de carbonate de calcium renforcé par une armature en cristaux de calcite dans une structure caractéristique appelée « stéréome ». Ces deux ingrédients donnent au corps des oursins une grande solidité et un poids modéré, ainsi que la capacité à se régénérer à partir de la cuticule. D'après une étude de 2012, les structures squelettiques des oursins seraient composées à 92 % de « briques » de monocristaux de calcite (conférant solidité et dureté) et à 8 % d'un « mortier » de chaux amorphe (permettant la souplesse et la légèreté). Cette chaux est elle-même constituée à 99,9 % de carbonate de calcium, avec 0,1 % seulement de protéines de structure, ce qui fait des oursins des animaux au squelette extrêmement minéralisé (ce qui explique au passage leur excellente fossilisation).
Le test est généralement rond, globulaire et plus ou moins aplati (parfois complètement plat), et présente deux orifices principaux : la première est le péristome (large ouverture de la face aborale, où se présentait la bouche), qui présente souvent des dentelures, des encoches et des rivets qui constituent autant d'apomorphies utiles dans la classification des espèces. La seconde ouverture est l'« apex » (ou « calice »), situé chez les oursins réguliers au sommet du test (à l'opposé de la bouche), généralement plus petit et composé de plaques dont l'agencement est lui aussi un critère de classification des espèces fossiles ; il contient principalement la plaque madréporitique, les plaques génitales et au centre l'anus (appelé « périprocte »). La surface du test est composée de plaques hexagonales appelées « assules », soudées entre elles et plus ou moins perforées selon les familles : les principales perforations sont les lignes ambulacraires (par où sortent les podia et les pédicellaires), et les tubercules qui supportent les radioles peuvent également avoir leur mamelon perforé chez certains ordres.

### Foraminifères

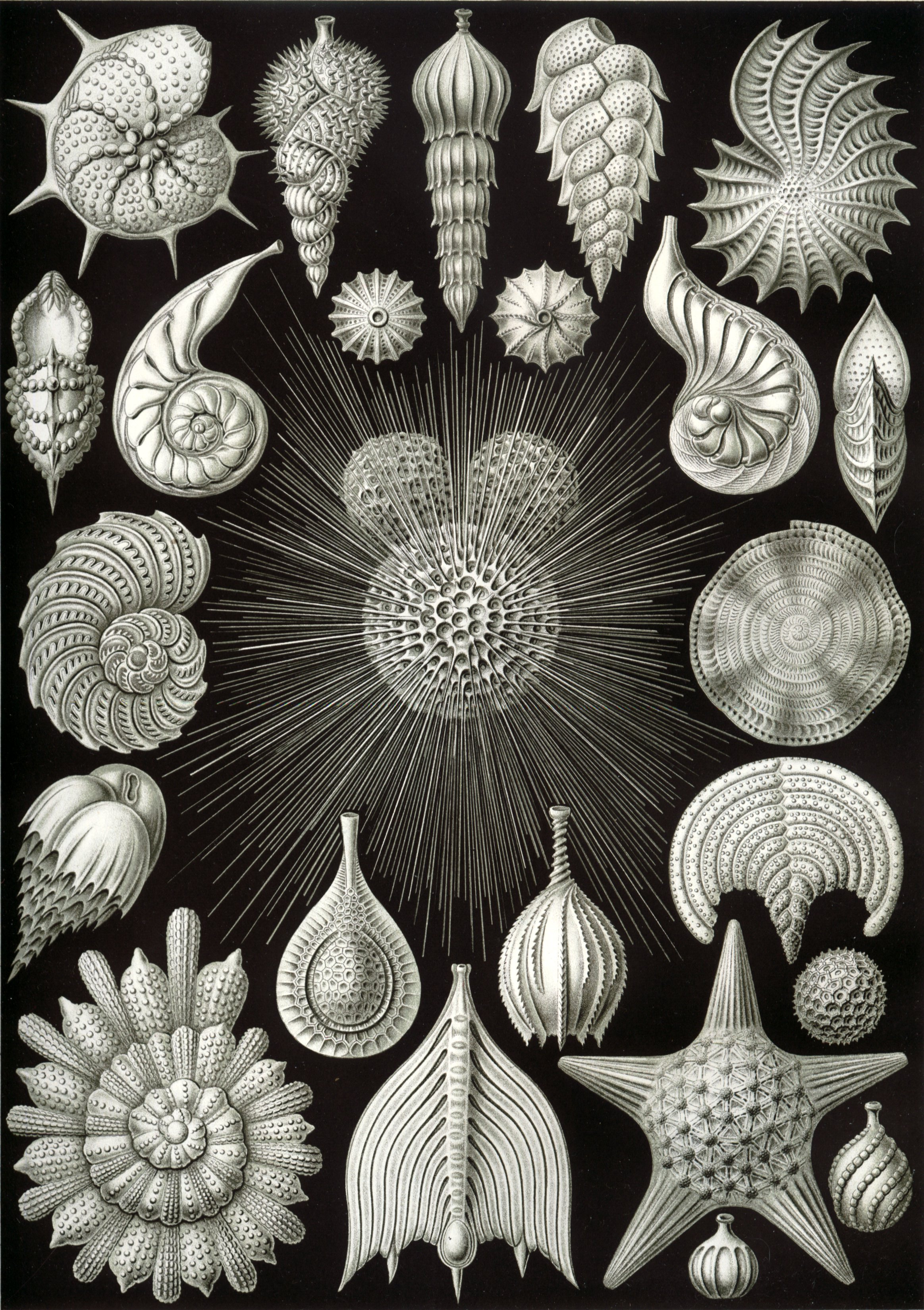
Tests de foraminifères dans les Formes artistiques de la nature d’Ernst Haeckel.

Chez les foraminifères, le test est initialement composé de matière organique progressivement minéralisée, mais aussi parfois de particules exogènes agglomérées (notamment chez les espèces vivant dans le sédiment ou en profondeur). Celui-ci peut être de type agglutiné (agglomérat exogène), microgranuleux (à grains de calcite), porcelané (calcitique lisse) ou hyalin (cristallin). Les foraminifères se développent en construisant de nouvelles loges à leur test. Celles-ci sont disposées selon une géométrie propre à chaque espèce : elles peuvent être rectilignes, arquées, enroulées ou encore cycliques, et à chaque fois unisériées ou multisériées. Ces agencements peuvent aussi être mixtes, ou encore plus complexes. Les Miliolidés ont une disposition particulière, dite « pelotonnée ». La surface du test peut être lisse ou recouverte de stries, de côtes, d'un réticule, de tubercules, de piquants, etc.

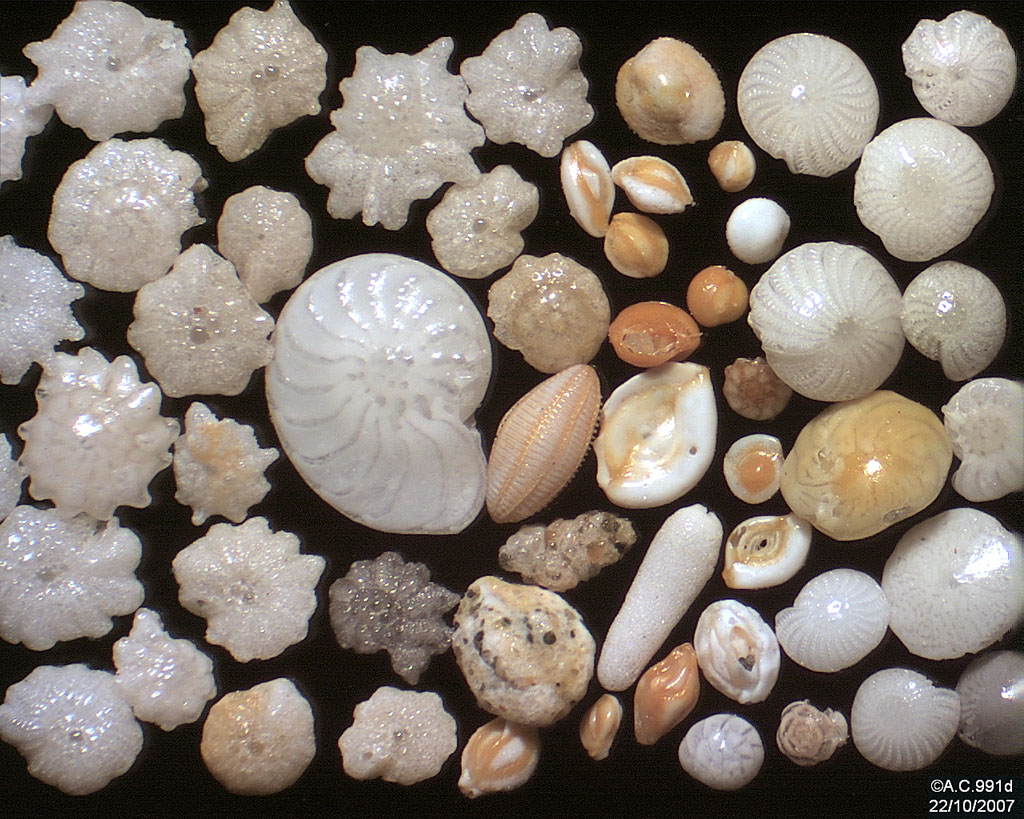
Tests de foraminifères de Ngapali, Myanmar.

## Autres termes
D'un point de vue strictement scientifique, le terme « test » désigne exclusivement la coque dure qui protège les oursins et les foraminifères. Chez les échinodermes sessiles (les crinoïdes, mais aussi des groupes fossiles comme les éocrinoïdes, blastoïdes, cystoïdes et édrioastéroïdes), l'armature stéréomique plus ou moins sphérique qui abrite les organes internes est appelée « thèque ». Chez les diatomées, la coquille prend le nom de « frustule » (éventuellement séparée en plusieurs thèques), chez les radiolaires c'est une « capsule », chez les mollusques il s'agit de la « coquille » et chez les tortues, les arthropodes et certains autres animaux on parle de « carapace ».

On parle cependant de « mollusques testacés » pour signifier que l'animal est protégé par une coquille, et l'ordre des tortues est celui des Testudines.

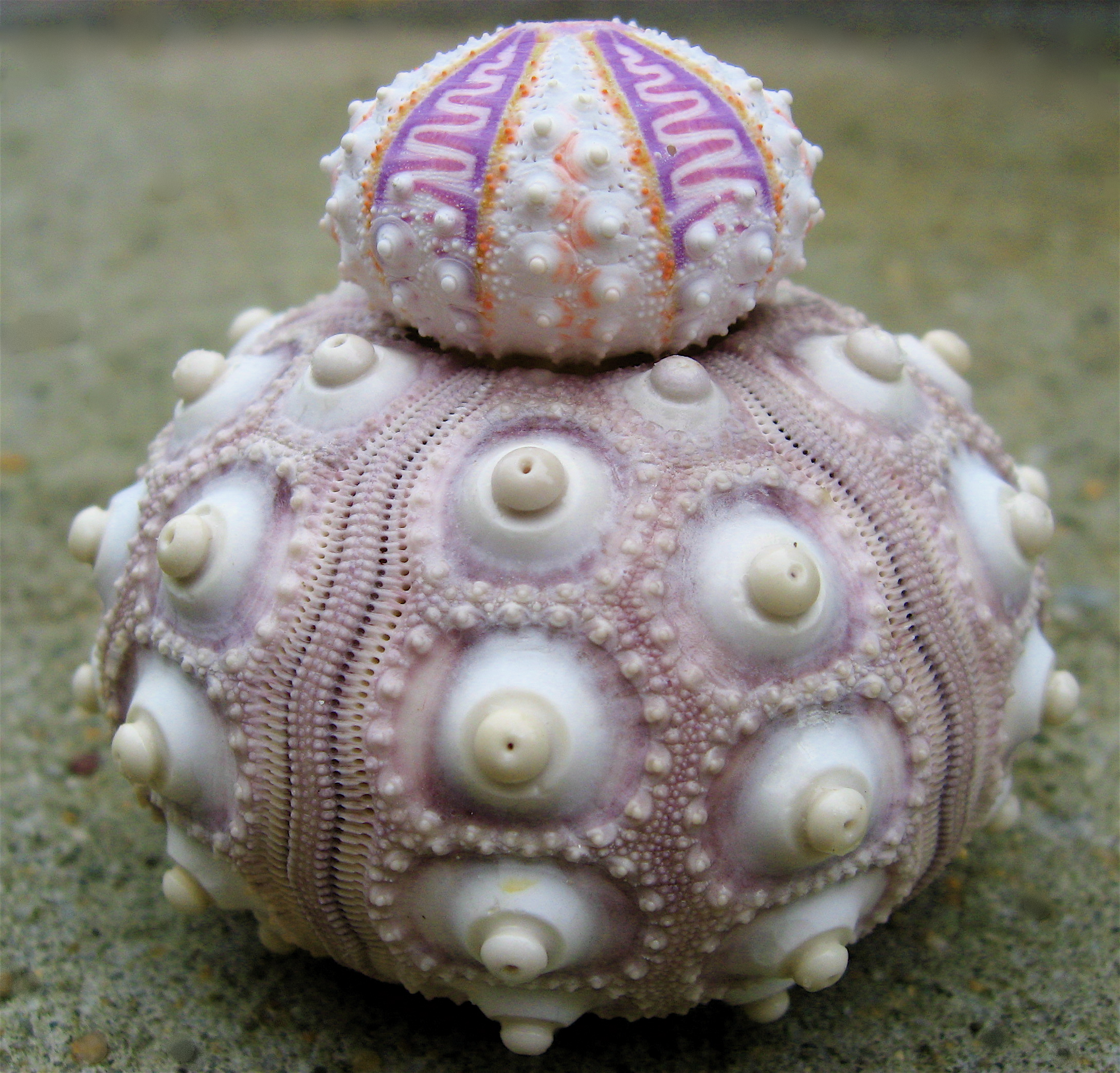
Tests d'oursins (Coelopleurus exquisitus sur un Phyllacanthus imperialis).
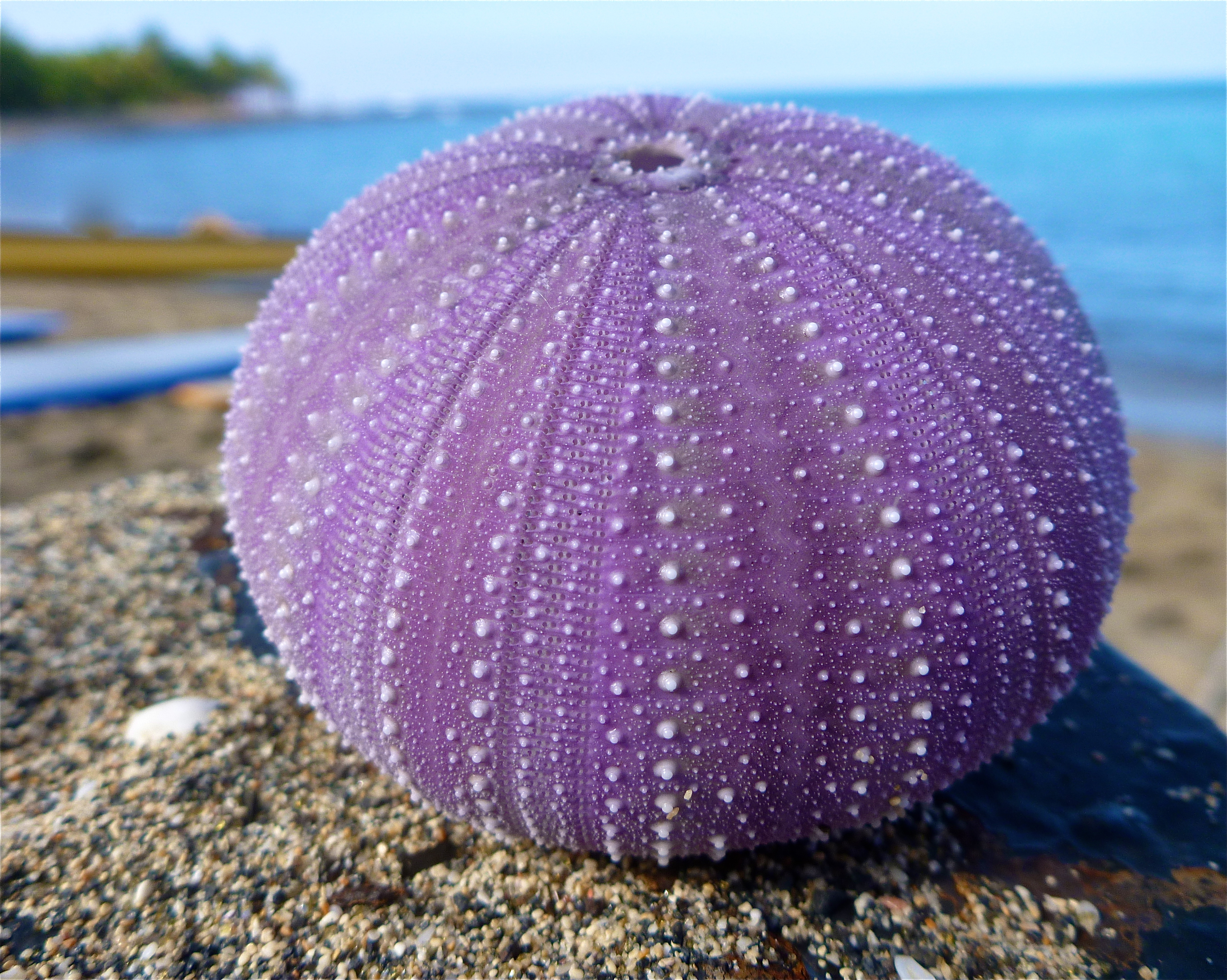
Test d'oursin « bonnet de prêtre ».
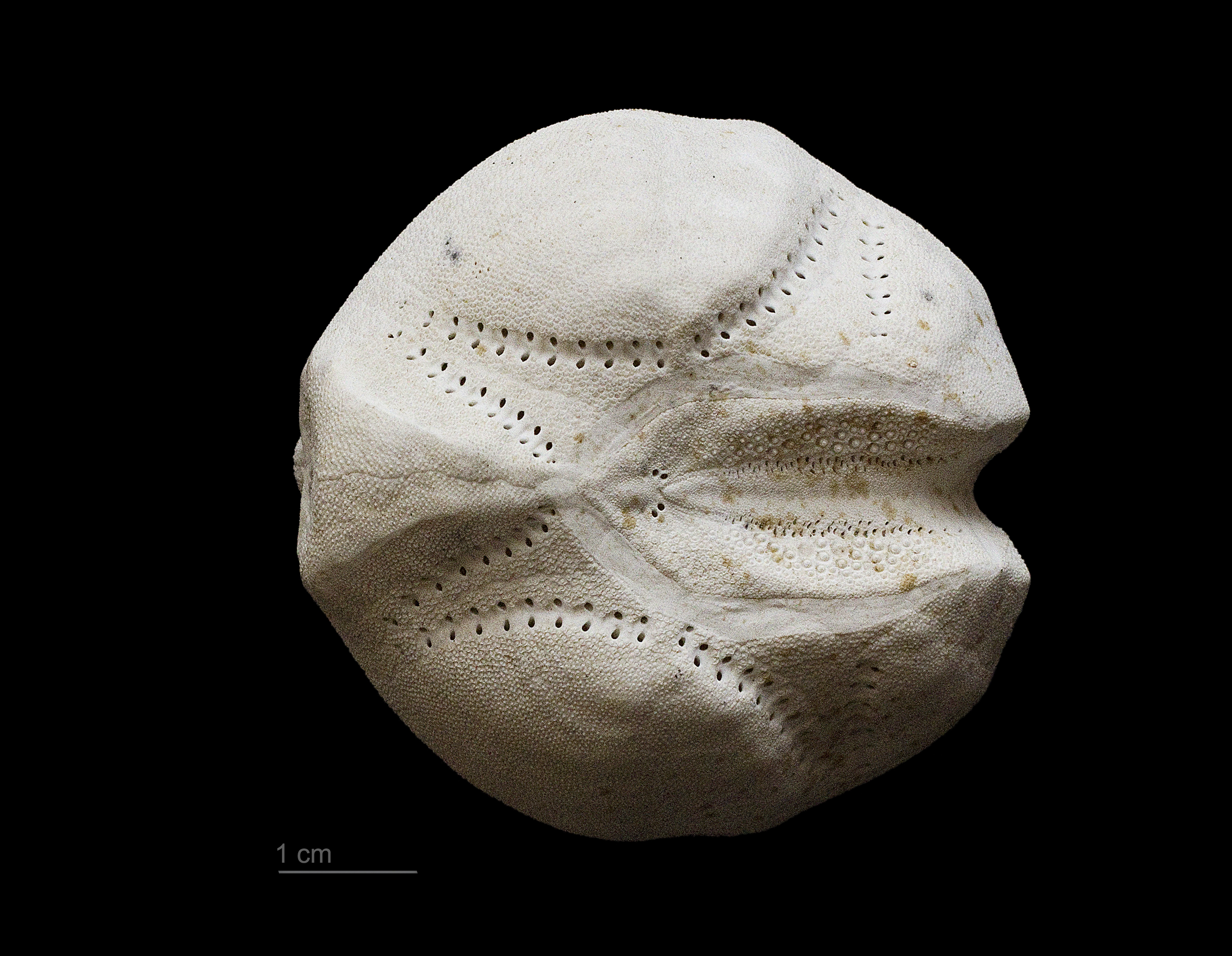
Test d'oursin irrégulier (Echinocardium).
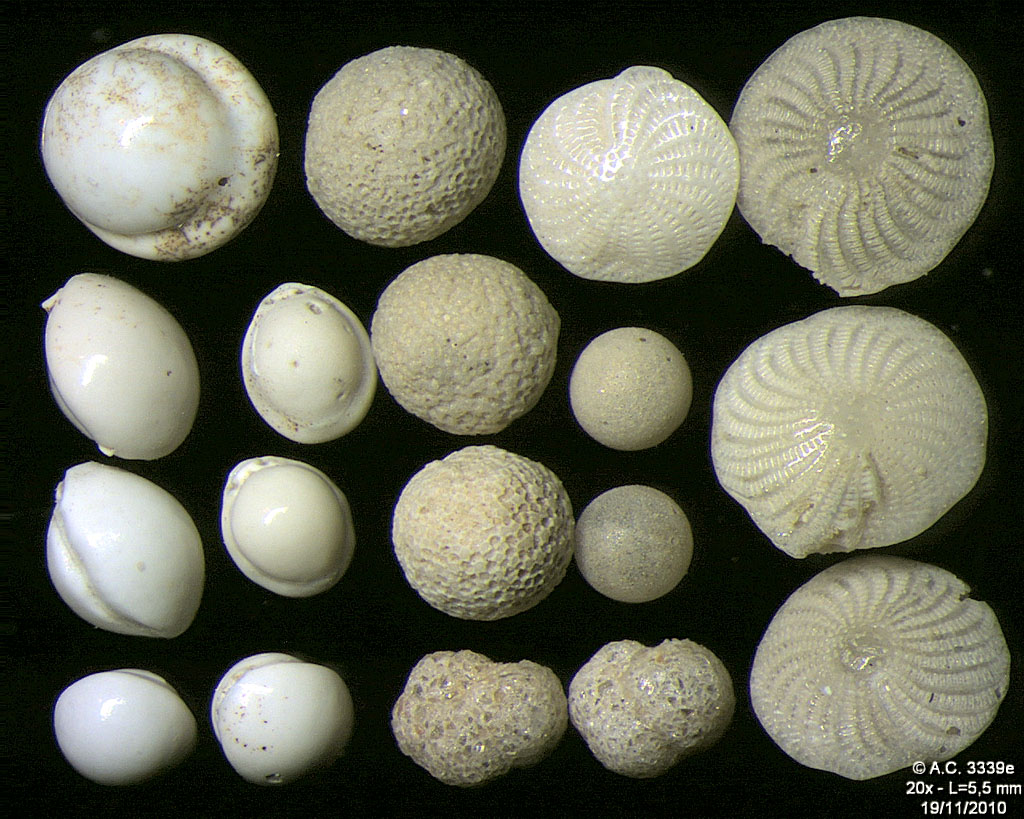
Tests de foraminifères de la mer Adriatique (île de Pag, −60 m). Largeur de champ = 5,5 mm.